# Пустые Моркваши
Пустые Морква́ши (тат. Буш Моркваш) — посёлок в Верхнеуслонском районе Татарстана. Входит в муниципальное образование «Набережно-Морквашское сельское поселение».

## География
Посёлок располагается на правом берегу Волги (Куйбышевское водохранилище), в 24 км к западу от села Верхний Услон, в 2 км восточнее от Иннополиса и в 3 км к западу от Займищенского моста (автомагистраль М-7 «Волга»).

## История
Посёлок основан в 1930-х годах.

## Население
Жители посёлка занимаются садоводством, полеводством, работают в санатории-профилактории.

## Инфраструктура
Лечебно-оздоровительный санаторий-профилакторий «Газовик» (до 1997 года — дом отдыха «Пустые Моркваши»).

### Транспорт
В летнее время есть пригородное теплоходное сообщение с Казанью.